# 大同夭乡
大同夭乡是中华人民共和国内蒙古自治区乌兰察布市兴和县下辖的一个乡。
2012年1月20日，内蒙古自治区人民政府批复同意分别从张皋镇、城关镇划出部分区域，设置大同夭乡，辖陶卜夭、银子河、兴胜庄、大同夭、小夭子、三道沟、西三道沟、花家夭、小梁子、西沟掌、秦家夭、高庙子、七家营、长胜坝、一间夭等15个村，乡人民政府驻大同夭。

## 行政区划
大同夭乡下辖以下村级行政区划单位：
高庙子村、秦家夭村、七家营村、一间夭村、长胜坝村、三道沟村、大同夭村、小夭子村、三道沟村、滑家夭村、西沟掌村、小梁子村、银子河村、陶卜夭村和兴胜庄村。